# Manuel Barbado Viejo
Manuel Barbado Viejo, O.P., (La Cortina, Asturias, 17 de junio de 1884 - Madrid, 3 de mayo de 1945) fue un sacerdote, fraile dominico, catedrático, filósofo y psicólogo español. Fue académico de la Real Academia de Ciencias Morales y Políticas. 

## Biografía
Nació en La Cortina (Asturias) en 1884. Fue hermano del obispo Francisco Barbado Viejo, O.P. Ingresó en la Orden de Predicadores en el noviciado de Zafra (Badajoz), haciendo la profesión solemne el 16 de octubre de 1900. Inició en Zafra sus estudios de Filosofía, continuándolos en la casa de estudios de la Orden en Almagro (Ciudad Real), donde realizó los estudios de Teología. Fue ordenado sacerdote en 1908.
Cursó estudios de Ciencias naturales en la Universidad de Sevilla y en la Universidad de Madrid, colaborando intensamente con Santiago Ramón y Cajal y Nicolás Achúcarro. Entre 1912 y 1915 enseño Filosofía y Teología en el Studium generale de Almagro. Posteriormente, mientras profundizaba en estudios de Neurología, fue profesor de Ciencias naturales en el Colegio de Cuevas de Almanzora (Almería).
En 1918 sus superiores le destinan al Colegio internacional Angelicum de Roma -actual Universidad Pontificia de Santo Tomás de Aquino- para hacerse cargo de la asignatura de Psicología experimental -disciplina a la que se dedicará el resto de su vida-, que impartirá hasta 1940. En este centro de estudios romano funda un laboratorio de psicología. Durante sus años de docencia en el Angelicum publica artículos sobre psicología experimental y psicología racional en varias revistas de prestigio: Angelicum, Xenia Thomistica, y La Ciencia Tomista. En 1939 el Papa le nombra consultor de la Sagrada Congregación de Sacramentos y su Orden le concede el título de Maestro en Sagrada Teología, el más alto título académico que concede la Orden de Predicadores.
En 1940 regresa a España a petición del gobierno español, que le confía la cátedra de Psicología de la Universidad Central de Madrid. Ese mismo año organizó el Instituto de Filosofía Luis Vives del Consejo Superior de Investigaciones Científicas (CSIC), siendo su primer director. Un año después fue nombrado director del Instituto San José de Calasanz de Pedagogía del CSIC. En 1942 fue nombrado miembro del Consejo Nacional de Educación y académico de la Real Academia de Ciencias Morales y Políticas. Ese mismo año fue miembro del tribunal universitario que examinó y suspendió la tesis doctoral de Julián Marías. El P. Victorino Rodríguez, O.P., lo calificó de "revolcón y suspenso".
Falleció repentinamente el 3 de mayo de 1945, siendo sucedido por su hermano de hábito, Fr. Santiago Ramírez, O.P., al frente del Instituto de Filosofía Luis Vives del CSIC.
Fue uno de los dominicos españoles -nacidos en la segunda mitad del siglo XIX o a principios del siglo XX- a los que sus superiores en la Orden destinaron a realizar estudios en el campo de las Ciencias naturales, junto con Pedro Nolasco de Medio, O.P., Juan González Arintero, O.P., Aniceto Fernández Alonso, O.P., y el Beato Luis Urbano Lanaspa, O.P., que se especializaron en el campo de la Física. El cardenal Ceferino González, O.P., también había realizado incursiones en el campo de las Ciencias naturales.  

## Posiciones
El P. Manuel Barbado sostuvo que la Psicología experimental y la Psicología racional son dos psicologías específicamente distintas. Algunos miembros de su misma Orden rechazaban esta posición. Así, el P. Santiago Ramírez, O.P., sostenía que ambas psicologías "son partes integrales de una sola y única ciencia psicológica". El P. Robert E. Brennan, O.P., sostuvo la misma posición que Ramírez. Con todo, el P. Ramírez afirmó que la lectura de la Introducción a la Psicología experimental y de los Estudios de Psicología experimental del P. Barbado "deja la sensación de verdad, de plenitud, de seguridad, de armonía, que no es fácil de encontrar en otras similares".

## Distinciones y reconocimientos
- Socio numerario de la Academia de Filosofía de Roma.
- Maestro en Sagrada Teología (1939), el más alto título académico que concede la Orden de Predicadores.
- Académico de la Real Academia de Ciencias Morales y Políticas (desde 1942).

## Obras

### Libros:
- Propedeutica alla Psicologia (Roma, 1926).
- Introducción a la Psicología Experimental (Madrid, Voluntad, 1928, 1ª ed. 2ª ed. -aumentada-: 1943).
- Propedeutica ad Psichologiam (Roma, 1932).
- Estudios de psicología experimental (Madrid, CSIC, 1946-1948). Publicación póstuma.

### Colaboración en obras colectivas:
"De habitudine psicologiae rationalis ad experimentalem", en: Acta Congressus Tomistici (Roma, 1925, págs. 93-102, 290-302).

### Artículos:
- "Las ciencias auxiliares de la psicología", en: La Ciencia Tomista 21 (1920) 145-163.
- "Localización de las facultades sensitivas según los antiguos", en: La Ciencia Tomista 22 (1920) 5-216, 130-141, 265-280.
- "Ideas viejas y palabras nuevas", en: La Ciencia Tomista 27 (1923) 5-17.
- "Doctrina aristotelico-thomistica de sensu tactos cum modernis doctrinis comparata", en: Xenia Thomistica (1924) 239-265.
- "La psicología reaccionista", en: La Ciencia Tomista 29 (1924) 313-330.
- "La conciencia sensitiva según Santo Tomás", en: La Ciencia Tomista 30 (1924) 169-203.
- "De reditu psychologiae ad scholasticam", en: Angelicum (1926) 355-367.
- "Correlaciones entre el entendimiento y el organismo", en: La Ciencia Tomista 33 (1926) 177-202.
- "Correlaciones entre el entendimiento y el organismo", en: La Ciencia Tomista 34 (1926) 161-195.
- "El bautismo de los fetos abortivos según el Derecho Canónico", en: Boletín Eclesiástico de Filipinas (1928) 589-603.
- "El problema fundamental de la Psicogénesis", en: Boletín de Educación de la Provincia de Cáceres (1937) 8-23.
- "Desarrollo y estado actual de algunos problemas de psicofisiología cerebral", en: La Ciencia Tomista 69 (1945) 241-287.
- "Distinción específica de los sentidos térmicos", en: La Ciencia Tomista 70 (1946) 294-335. Publicación póstuma.
- "El proceso dinámico de la intelección según Santo Tomás", en: La Ciencia Tomista 72 (1947) 289-330. Publicación póstuma.

### Boletines:
- "Boletín de Psicología experimental", en: La Ciencia Tomista 23 (1921), 24 (1921).
- "Boletín de Psicología", en: La Ciencia Tomista 28 (1923), 32 (1925), 36 (1927), 39 (1929).